# 李子贤
李子贤（1938年11月15日—2020年7月13日），云南建水人，中国神话学家、民间文艺学家、民俗学家，云南大学教授。

## 生平
1938年11月15日出生于昆明市，祖籍云南省建水县。1959年考入云南大学首届中国少数民族语言文学专业，1963年毕业后留校中文系任教。历任中文系党总支副书记、少数民族文学研究室主任、云南大学中国西南边疆民族经济文化研究中心常务副主任、云南大学图书馆馆长、云南大学神话研究所所长等职。社会兼任中国神话学会理事、副秘书长，中国民间文化遗产抢救工程专家委员会委员，中国民间文艺家协会稻作文化专业委员会主任，《民间文化论坛》杂志学术委员会委员。
1962年开始参加民族民间文学田野調查，其后长期从事民族民间文学研究。1980年代初和朱宜初共同主编《少数民族民间文学概论》，为中华人民共和国第一本学科专业教材，该书还荣获中国少数民族文学学会颁发的“最佳著作奖”。2001年出版《多元文化与民族文学——中国西南少数民族文学的比较研究》，2004年获云南省第四届文学艺术创作基金文艺评论类著作一等奖，以及第五届“中国民间文艺山花奖·第二届学术著作奖”二等奖。
北京时间2020年7月13日5时18分在昆明逝世。

## 观点
在2006年8月召开的首届“中国佤族文化学术研讨会”上，李子贤教授提出，西从云南的佤族开始，中经中南半岛、印度尼西亚、菲律宾群岛，直至东端的台湾之间，存在一个东南亚U形古文化带。在这一文化带中，诸民族神话系统之间存在许多共同文化要素，均属同一文化类型。这一古文化带的源头或祖地，可能是云南的佤族聚居区及周边地区。

## 著作
专著
- 李子贤. . 昆明: 云南人民出版社. 2016. ISBN 978-7-222-15028-7.
- 李子贤. . 昆明: 云南人民出版社. 2001. ISBN 978-7-222-11327-5.
- 李子贤. . 昆明: 云南人民出版社. 1991. ISBN 7-222-00796-2.

编著与共著
- 李莲; 李子贤 (编). . 昆明: 云南大学出版社. 2016. ISBN 978-7-5482-2746-5.
- 李莲; 曹定安; 李子贤 (编). . 昆明: 云南人民出版社. 2010. ISBN 978-7-222-06670-0.
- 李云峰; 李子贤; 杨甫旺 (编). . 昆明: 云南大学出版社. 2007. ISBN 978-7-81112-258-9.
- 曾德昌; 李子贤 (编). . 成都: 巴蜀书社. 2002. ISBN 7-80659-358-6.
- 李子贤等. . 昆明: 云南大学出版社. 1997. ISBN 7-81025-836-2.
- 李子贤 (编). . 云南民族民间故事丛书. 昆明: 云南人民出版社. 1990. ISBN 7-222-00659-1.
- 朱宜初; 李子贤 (编). . 昆明: 云南人民出版社. 1983.